# 戀情告急
《戀情告急》是一部由林超賢執導的電影，2004年上映。由古天樂和梁詠琪领衔主演。

## 角色
| 演員   | 角色                |
| 古天樂 | 王啟明              |
| 梁詠琪 | Annie               |
| 蔡卓妍 | 歐陽心結（Crystal） |
| 甄子丹 | Victor              |
| 鍾欣潼 | 阿雯（Mandy）       |
| 方力申 | 交通警              |
| 李彩華 | May                 |
| 周汶錡 | Judy                |
| 陳輝虹 | Danny               |
| 卓韻芝 | Barbie              |
| 吳嘉龍 | Ray                 |
| 陳達志 | 富豪                |
| 鄭家輝 | 阿雯男友            |
| 許紹雄 | Annie之父           |
| 周子濠 | Ken                 |

## 外部連結
- 香港影庫上《戀情告急》的資料（繁體中文）
- 開眼電影網上《戀情告急》的資料（繁體中文）
- 豆瓣电影上《戀情告急》的資料 （简体中文）
- 时光网上《戀情告急》的資料（简体中文）
- AllMovie上《戀情告急》的资料（英文）
- 爛番茄上《戀情告急》的資料（英文）
- 互联网电影数据库（IMDb）上《戀情告急》的资料（英文）